# No Love (Summer Walker e SZA)
No Love è un singolo delle cantanti statunitensi Summer Walker e SZA, pubblicato il 29 marzo 2022 come secondo estratto dal secondo album in studio di Walker Still Over It.

## Classifiche
| Classifica (2021-22) | Posizione massima |
| -------------------- | ----------------- |
| Canada               | 37                |
| Francia              | 198               |
| Regno Unito          | 24                |
| Stati Uniti          | 13                |

## Remix
Il 25 marzo è stata pubblicata una versione remix del brano con l'aggiunta della rapper statunitense Cardi B.

### Tracce
1. No Love (con SZA e Cardi B - Extended Version) – 4:36